# Dyson
Dyson (Да́йсон) — сингапурская международная технологическая компания. Основана в 1991 году Джеймсом Дайсоном в Малмсбери, Англия. Компания разрабатывает и производит бытовые приборы, такие как пылесосы, очистители воздуха, сушилки для рук, безлопастные вентиляторы, обогреватели, фены и светильники. По состоянию на 2022 год в компании Dyson работает более 14 000 сотрудников по всему миру.
В 2019 году компания Dyson объявила о переезде из Великобритании в Сингапур, где её штаб-квартира находится в здании бывшей электростанции Сент-Джеймс. С тех пор компания ведет свою операционную деятельность из Сингапура, штаб-квартира является центром для исследовательских и инженерных групп компании.

## История

### Разработки Джеймса Дайсона
В 1974 году Джеймс Дайсон купил пылесос Hoover Junior, который после некоторого времени использования потерял силу всасывания. Разочарованный, Дайсон опустошил одноразовый бумажный мешок, чтобы попытаться восстановить силу всасывания, но это не дало никакого результата. Открыв мешок для исследования, он заметил внутри слой пыли, забивший сетку из тонкого материала.
В 1978 году Дайсон, работая над проектом тачки в компании Rotork, использовал циклон-сепаратор для улавливания частиц покрасочной пудры. Задумавшись, можно ли применить эту функцию в меньшем масштабе к домашнему пылесосу, он построил картонную модель и подсоединил её к своему пылесосу Hoover со снятым мешком и обнаружил, что она работает удовлетворительно. Руководители Rotork считали, что если бы подобный пылесос был возможен, его бы уже изобрели Hoover или Electrolux. Дайсона это не остановило, и он покинул компанию. Джереми Фрай предоставил 49 % инвестиций для разработки циклонного пылесоса, а остальные средства были получены в виде кредита. В период с 1979 по 1984 год в сарае за своим домом Дайсон разработал 5 127 прототипов пылесоса. Первый прототип не принес Дайсону большого успеха, поскольку он пытался найти лицензиата на свою машину в Великобритании и США. Компании-производители, такие как Hoover, не хотели лицензировать устройство, вероятно, потому, что рынок мешков для пылесосов оценивался в 500 млн долларов, и поэтому Дайсон представлял угрозу для их бизнеса. Единственной компанией, проявившей интерес к новой циклонной технологии, был бывший работодатель Дайсона, Rotork. Созданный итальянским производителем бытовой техники Zanussi и распространяемый компанией Kleeneze через почтовых каталог, модель Kleeneze Rotork Cyclon стал первым пылесосом конструкции Дайсона в широкой продаже. В 1983 году было продано всего около 500 штук.
В апреле 1984 года Дайсон заявил, что он отправил прототип машины, чертежи и конфиденциальную информацию американскому производителю потребительских товаров Amway в рамках лицензионной сделки. Сделка сорвалась, но в январе 1985 года компания Amway выпустила машину CMS-1000, очень похожую на конструкцию Дайсона. Менее чем через месяц Дайсон подал в суд на Amway за нарушение патента.
В 1985 году японская компания Apex Ltd. проявила интерес к лицензированию разработки Дайсона, и в марте 1986 года переработанная версия Kleeneze Rotork Cyclon под названием G-Force была запущена в производство и продавалась в Японии по цене, эквивалентной 2 000 долларов США. В 1991 году он получил приз Международной ярмарки дизайна в Японии и стал статусным символом.

### Основание компании Dyson
Используя прибыль от японской лицензии, в 1991 году Джеймс Дайсон создал компанию Dyson Appliances Limited, хотя она была зарегистрирована как Barleta Limited. Первый двухциклонный пылесос, созданный под брендом Dyson, DA 001, был произведен американской компанией Phillips Plastics на предприятии в Рексеме, Уэльс и продавался с 1993 года по цене около 200 фунтов стерлингов. Из-за проблем с контролем качества и желания Phillips пересмотреть условия контракта на сборку пылесоса, Дайсон разорвал соглашение в мае 1993 года. В течение двух месяцев он наладил новую цепочку поставок и открыл новое производство в Чиппенхеме, Уилтшир, Англия; первый пылесос, собранный на новом предприятии, был выпущен 1 июля 1993 года. Вскоре DA 001 был заменен почти идентичным пылесосом DC01.
Компания Dyson лицензировала технологию в Северной Америке с 1986 по 2001 год компании Fantom Technologies, после чего Dyson вышла на рынок напрямую.
Несмотря на то, что маркетинговые исследования показали, что людям не понравится прозрачный контейнер для пыли, Дайсон и его команда все равно решили сделать его прозрачным, и это оказалось популярной особенностью бренда, которая была многократно скопирована. DC01 стал самым продаваемым пылесосом в Великобритании всего за 18 месяцев. К 2001 году DC01 занимал 47 % рынка вертикальных пылесосов
К 2009 году Dyson начал создавать другие продукты: сушилку для рук Airblade, безлопастной вентилятор Air Multiplier и безлопастной тепловентилятор Dyson Hot. В октябре 2019 года компания Dyson выпустила прибор Pure Cryptomic. Устройство способно удалять из воздуха формальдегид.
В 2014 году компания Dyson инвестировала в совместную лабораторию робототехники с Имперским колледжем Лондона для изучения систем зрения и разработки бытовых роботов-пылесосов. В 2001 году компания была близка к запуску робота-пылесоса DC06, но Джеймс Дайсон снял его с производства, поскольку он был слишком тяжелым и медленным. В 2016 году компания Dyson выпустила робот-пылесос 360 Eye, а в 2021 году — 360 Heurist.
В апреле 2016 года компания Dyson выпустила Dyson Supersonic — фен с более компактным двигателем в ручке, что обеспечило лучший баланс и меньший размер, а также более тихую работу.
В январе 2019 года было объявлено, что компания Dyson намерена разработать и производить электромобиль. Однако позже, 10 октября 2019 года, было объявлено о прекращении программы, сославшись на то, что она не является «коммерчески жизнеспособной». Тем не менее, в 2020 году был представлен прототип EV, известный как N526, который в настоящее время демонстрируется в штаб-квартире компании.
22 января 2019 года Dyson объявила о планах по переносу штаб-квартиры в Сингапур, объяснив это намерением быть ближе к наиболее быстро растущим рынкам Азиатско-Тихоокеанского региона, а также заявив о своем недовольстве работой с Европейским союзом, который она считает чрезмерно бюрократизированным. В конце 2021 года компания официально начала переезд в свою штаб-квартиру в Сингапуре.

## Галерея

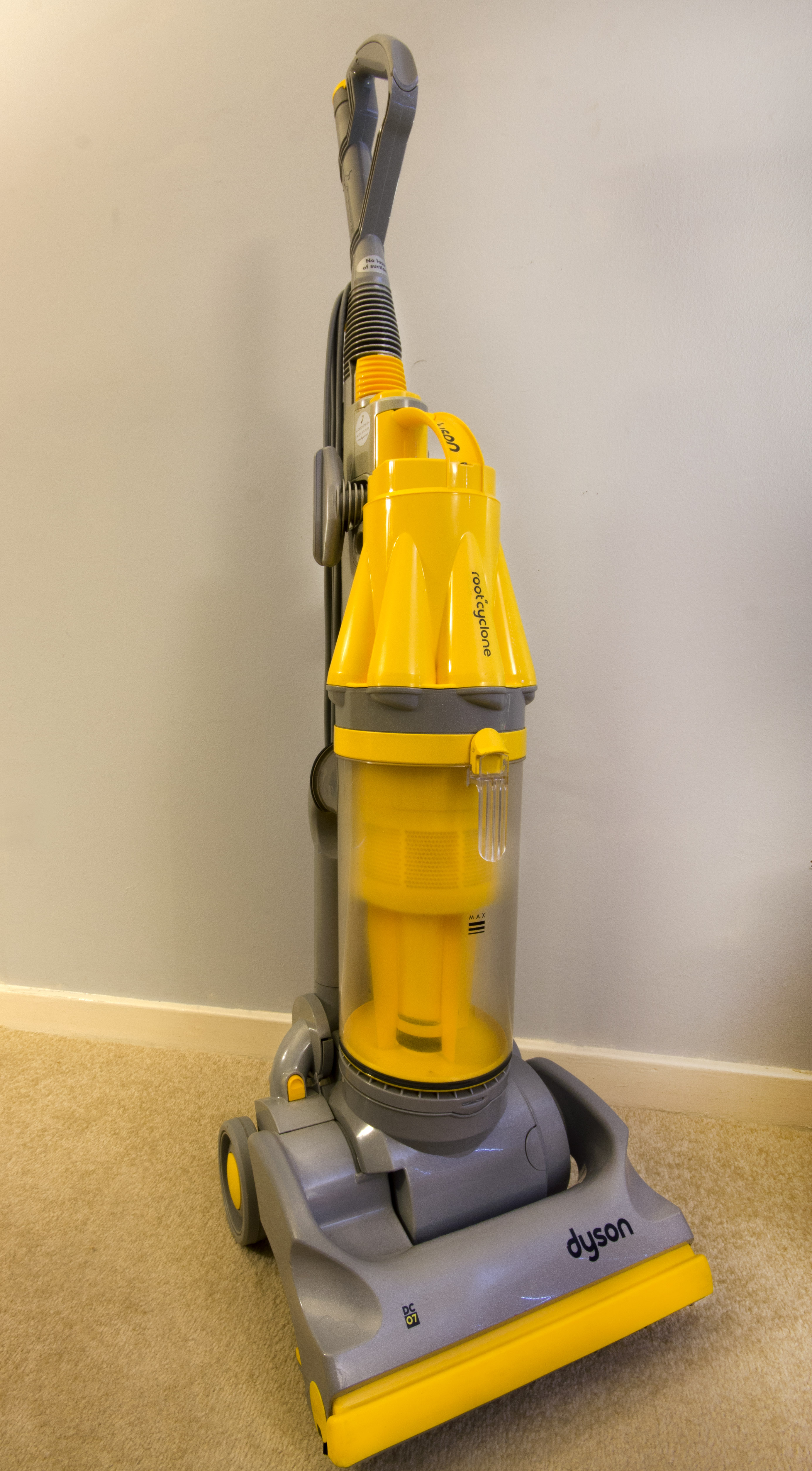
Пылесос Dyson DC07
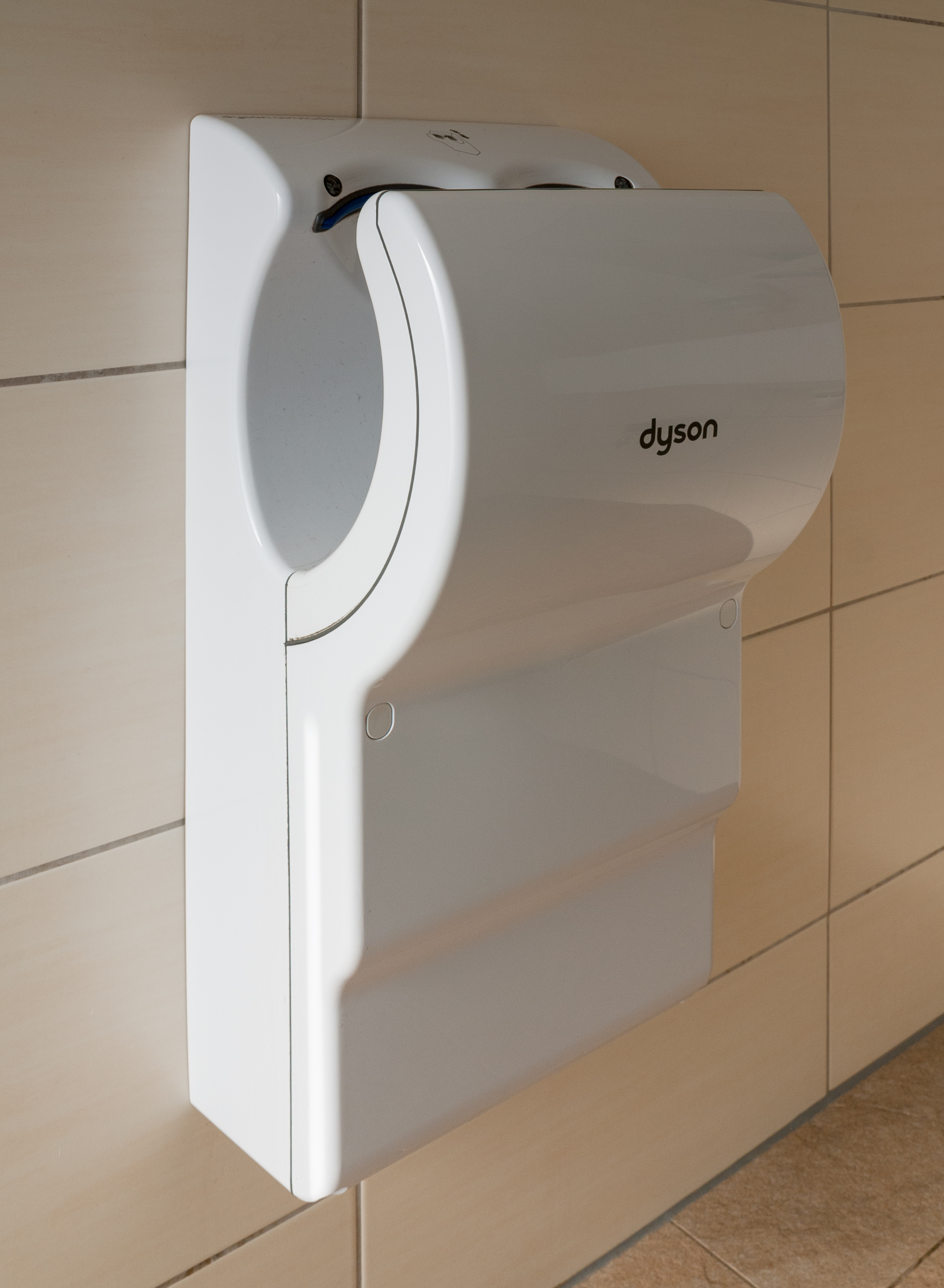
Сушилка для рук Dyson Airblade
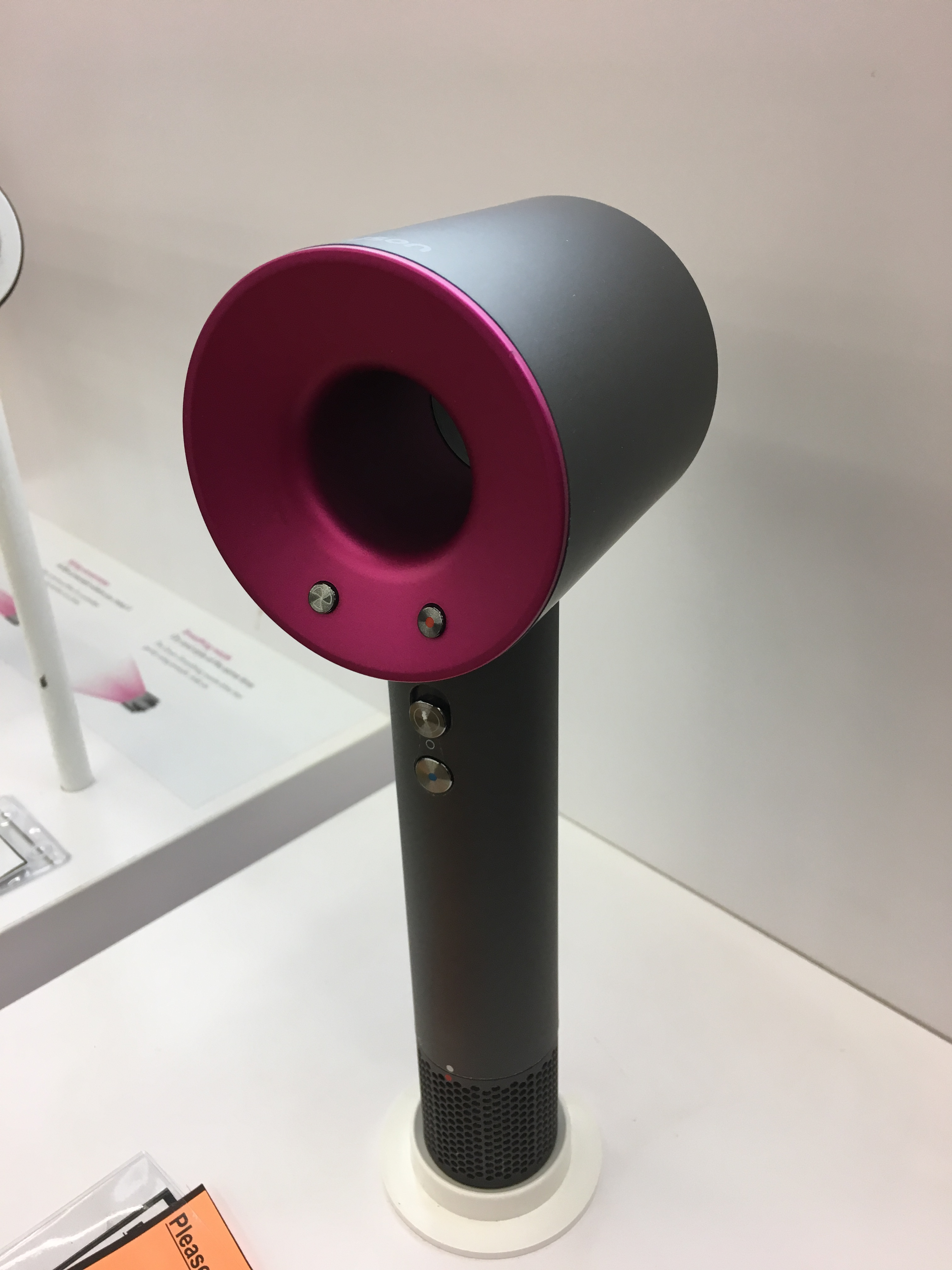
Фен Dyson Supersonic
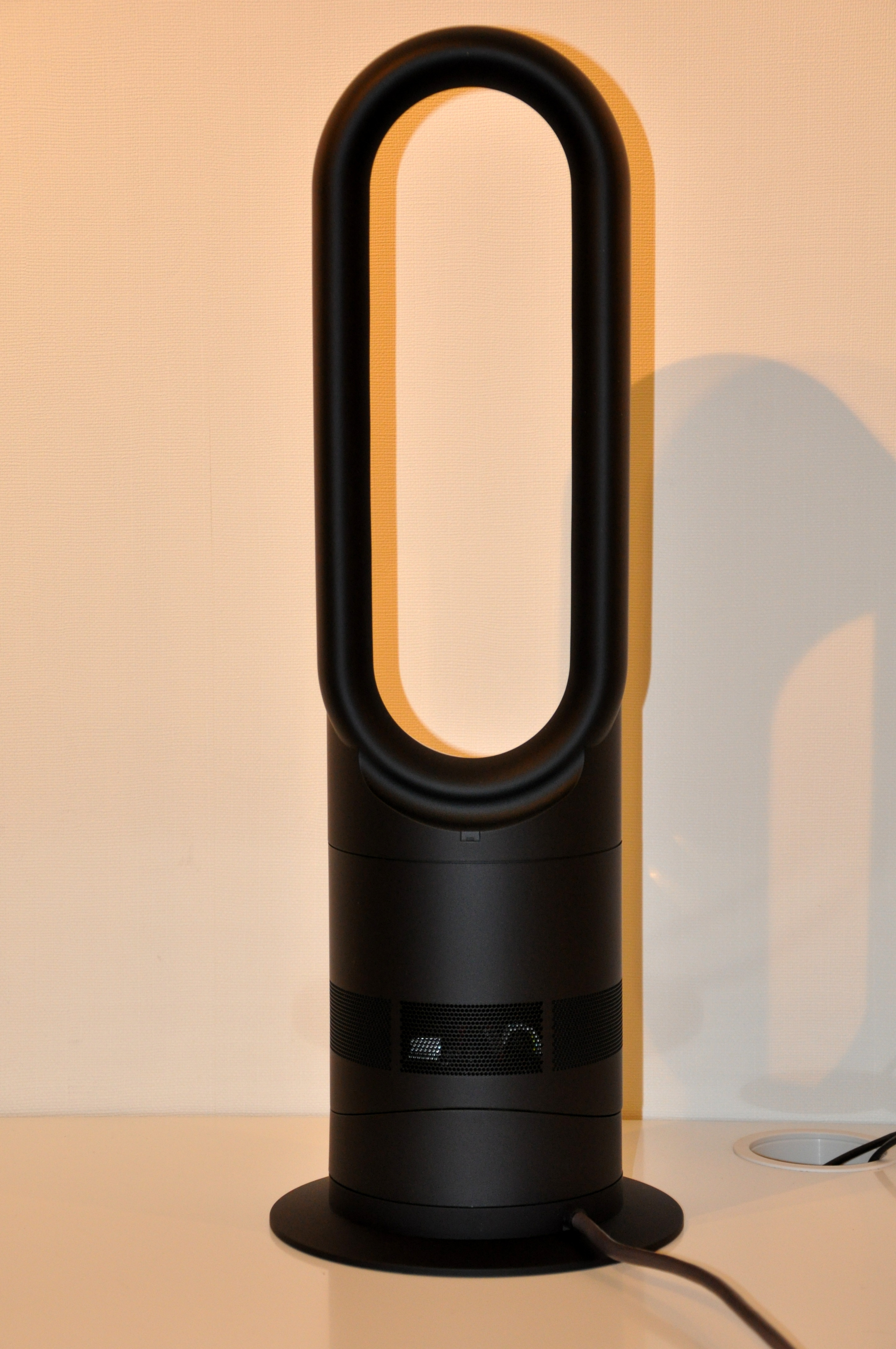
Вентилятор и обогреватель Dyson HOT + Cool